# Frankia
Frankia és un gènere d'eubacteris grampositius filamentosos capaç de fixar nitrogen atmosfèric que causen la formació de nòduls perennes (nòduls actinorízics) en les arrels d'un grup botànicament divers d'arbustos i arbres xicotets no lleguminosos que pertanyen a 8 famílies, 25 gèneres i més de 200 espècies. La planta capaç de formar associacions amb Frankia s'anomena actinoriza.

## Història
Des d'un punt de vista evolutiu, les associacions actinoríciques són bastant antigues. Ja hi ha evidència fòssil de nòduls que contenen actinomicets en Alnus durant el Plistocè tardà. Ja en 1866 es va plantejar la hipòtesi que l'endòfit era microbià, però això es va demostrar només després de la introducció de la microscòpia electrònica i l'aïllament i manteniment real d'un cultiu pur en 1978.
En 1970, malgrat la seua falta d'èxit en el cultiu d'una sola soca in vitro, i creient que els organismes eren simbionts obligats, J. H. Becking va proposar que es ressuscitara el nom de Frankia per a aquests organismes. El nom havia sigut proposat per primera vegada per Jørgen Brunchorst en 1886 en honor a Albert Bernhard Frank, un microbiòleg suís que va encunyar la paraula simbiosi, però havia caigut en desús. Becking va discernir correctament la natura actinomicètica dels endòfits i els va col·locar en la família Frankiaceae en l'ordre Actinomicetals. Seguint l'exemple dels taxònoms de Rhizobium, va crear 10 espècies sobre la base de l'especificitat de la planta hoste, que va determinar utilitzant nòduls triturats com a inòculs.

## Ecologia
Frankia pot satisfer la majoria o la totalitat de les necessitats de nitrogen de la planta hoste. En conseqüència, les plantes actinoríciques colonitzen i sovint prosperen en sòls amb baix contingut de nitrogen assimilable. La disponibilitat recent de tres genomes de Frankia pot ajudar a aclarir l'evolució de la simbiosi entre plantes i procariotes, l'adaptació geogràfica i ambiental, la diversitat metabòlica i el flux genètic horitzontal entre procariotes simbiòtics.
Gran part del nou nitrogen que ingressa als boscos temperats prové d'aquests bacteris que formen nòduls a les arrels d'arbustos i arbres. Aquesta classe de simbiosi és la via principal de fixació de nitrogen atmosfèric en amples zones del món. La simbiosi s'ha tornat cada vegada més important a mesura que els canvis climàtics amenacen amb refer el panorama mundial en les pròximes dècades.
Les plantes actinoríciques són un grup divers d'espècies llenyoses que es troben en tots els continents (excepte a l'Antàrtida). Moltes són plantes comunes, com ara els verns, el roldor, l'aladern, etc. Uns altres viuen en parts remotes del món. Totes tenen un paper important en l'ecologia dels sòls en què creixen. Algunes d'aquestes plantes es poden utilitzar com a fonts de biomassa per a generar energia o per a l'emmagatzematge de carboni. S'han utilitzat per a remeiar sòls alterats o contaminats, així com també, uns altres s'han utilitzat per a fusta, llenya, per a previndre l'erosió i com a paravents costaners.
Aquests bacteris poden resistir baixes concentracions de metalls pesants com a coure, cobalt, plom i zinc. Per això, les espècies en simbiosi amb Frankia poden presentar un avantatge enfront sòls degradats mitjançant metalls pesants. La tolerància a cada metall pesant i la concentració d'aquest variarà segons la soca. A més a més, no s'ha fet cap treball per a conéixer exactament el seu mecanisme de tolerància, encara que sí que se sap que la resistència a certes concentracions de metalls pesants es deu al fet que posseir proteïnes específiques que s'uneixen a aquests ions metàl·lics i els segresten.
Un estudi publicat en 1986 va aïllar 20 soques de Frankia de set espècies de plantes actinoríciques de diferents espècies. Els autors les van col·locar en mitjans de cultiu mantinguts a pH constant (respectivament 5; 4,8; 4,6 i 4,2), renovant cada cultiu de 2 a 3 vegades consecutives al mateix pH. Catorze soques van deixar de créixer a pH 5. Tres van resistir durant diverses setmanes a pH 4,6 i totes van morir a pH 4,24. Els autors de l'estudi assenyalen que les tres variants acidoresistents també van ajudar en la presència d'ions d'alumini lliure al medi de cultiu i que l'augment del contingut de protons del medi va estimular l'esporogènesi.

## Filogènia
Aquest gènere té molt en comú amb altres actinobacteris, inclosos membres de corinebacteris, Streptomycetaceae i micobacteris. L'anàlisi dels gens de l'ARN ribosòmic 16S revela que la família Frankiae forma un clade coherent dins dels actinobacteris.
La quimiotaxonomia es refereix a agrupar organismes d'acord amb les similituds de la química cel·lular, inclosos els constituents de la paret, les membranes i les quinones. Les proporciones G+C també són importants, però no es poden usar per a la identificació d'espècies perquè totes les espècies de Frankia, així com uns altres actinobacteris, tenen un alt % en mols de G+C.
El contingut de G+C de les soques de Frankia està al voltant del 66-75% mol, la qual cosa és típic dels actinobacteris filamentosos. Les soques de Frankia tenen una paret cel·lular de tipus III (àcid diaminopimèlic, alanina, àcid glutàmic, àcid muràmic i glucosamina) que es troben comunament entre els actinomicets aeròbics. Els sucres de cèl·lules senceres inclouen fucosa, ribosa, xilosa, mannosa, galactosa, glucosa, ramnosa i 2-O-metil-D-mannosa. L'anàlisi de fosfolípids situa les soques de Frankia en el grup PI que conté fosfatidil inositol, fosfatidil inositol manòsids i difosfatidil glicerol. Els fosfolípids que contenen nitrogen estan absents. Aquesta agrupació els distingeix del gènere Geodermatophilus (grup PII) que també produeixen esporangis multiloculars i alguna vegada es van considerar parents pròxims de Frankia.
Com a criteris mínims per a incloure soques dins del gènere, és prou la morfologia en cultiu, juntament amb l'aïllament d'un nòdul radicular actinorízic i, en general, una anàlisi del gen de l'ARN ribosòmic 16S. No obstant això, la designació d'espècies ha sigut problemàtica. Primerament, es va nomenar les espècies segons les plantes hostes. Aquest enfocament emmalalteix el fet que algunes soques poden nodular plantes de diferents ordres de plantes i altres no poden reinfectar la seua planta d'origen. A més, s'han observat amplis patrons d'especificitat de la planta hoste en estudis ecològics de distribució d'hostes i simbionts.
Ara s'han seqüenciat tres genomes de Frankia i s'han observat àmplies fluctuacions en les seues grandàries, malgrat una divergència en els gens 16S ARNr que, segons els estàndards tradicionals, podrien situar a les tres soques en la mateixa espècie (>97% d'identitat de seqüència).
El genoma de Frankia alni (simbiont del vern) està completament seqüenciat. Està constituït de 7,5 Megabases, i 6786 gens.

### Espècies
- Frankia alni (Woronin, 1866) Von Tubeuf (1895)
- Frankia asymbiotica
- Ca. Frankia californiensis
- Frankia casuarinae
- Frankia coriariae
- Ca. Frankia datiscae Persson (2011)
- Frankia discariae
- Frankia elaeagni
- Frankia inefficax

## Plantes hostes
- Totes les espècies del gènere Alnus de la família Betulaceae.
- Algunes espècies dels quatre gèneres de la família Casuarinaceae.
- Algunes espècies del gènere Coriaria en la família Coriariaceae.
- Datisca canabbina i Datisca glomerata en la família Datiscaceae.
- Totes les espècies dels tres gèneres de la família Elaeagnaceae: Elaeagnus, Shepherdia i Hippophae.
- Totes les espècies dels gèneres Myrica, Myrica i Comptonia, de la família Myricaceae.
- Totes les espècies dels sis gèneres de la família Rhamnaceae, Ceanothus, Colletia, Discaria, Trevoa, i possiblement Adolphia.
- Algunes espècies de la família Rosaceae incloent totes les espècies dels gèneres Cercocarpus, Purshia, Chamaebatia, i algunes espècies de Dryas.[6]

## Galeria

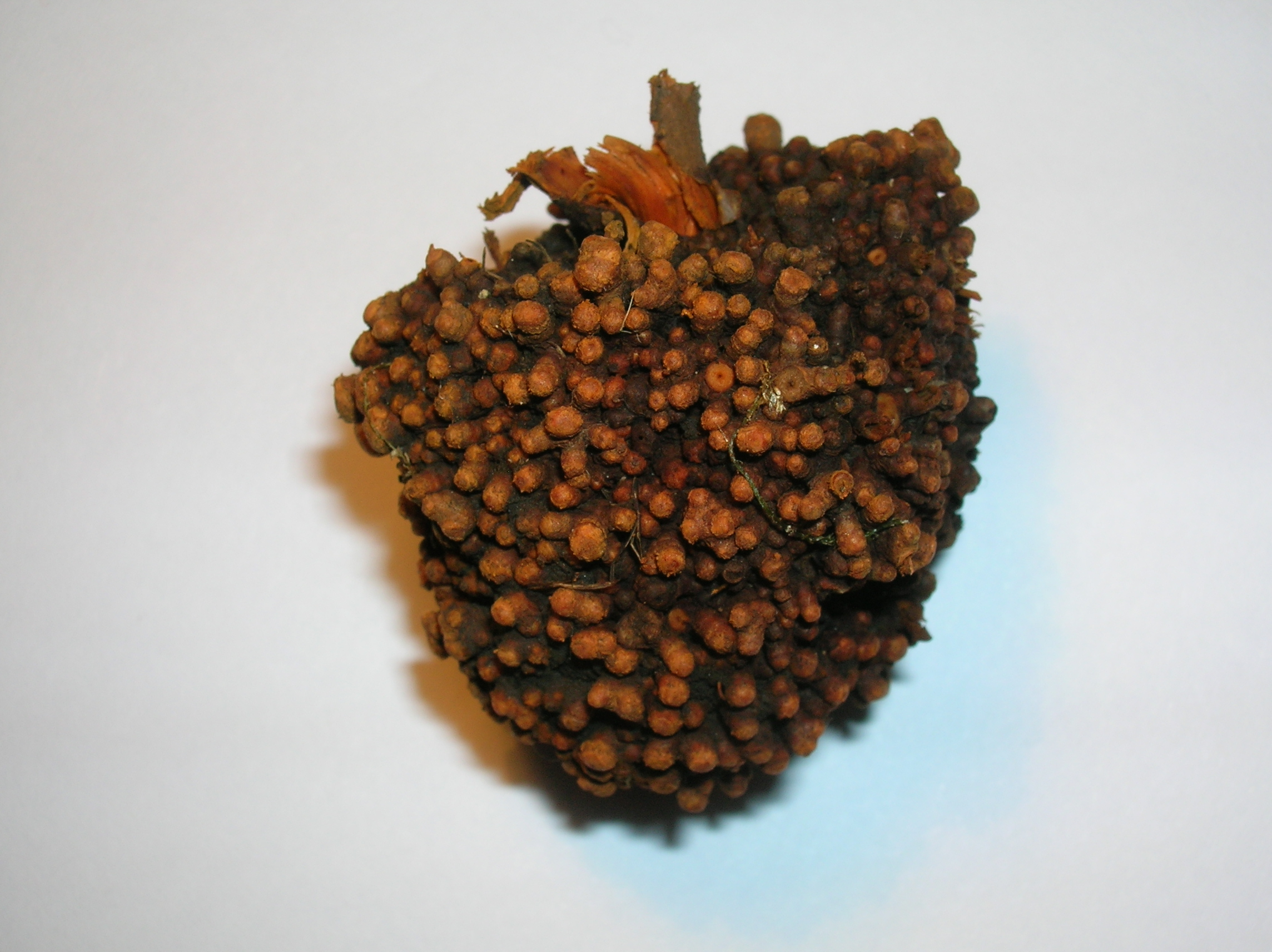
Un nòdul radicular actinorízic sencer de vern
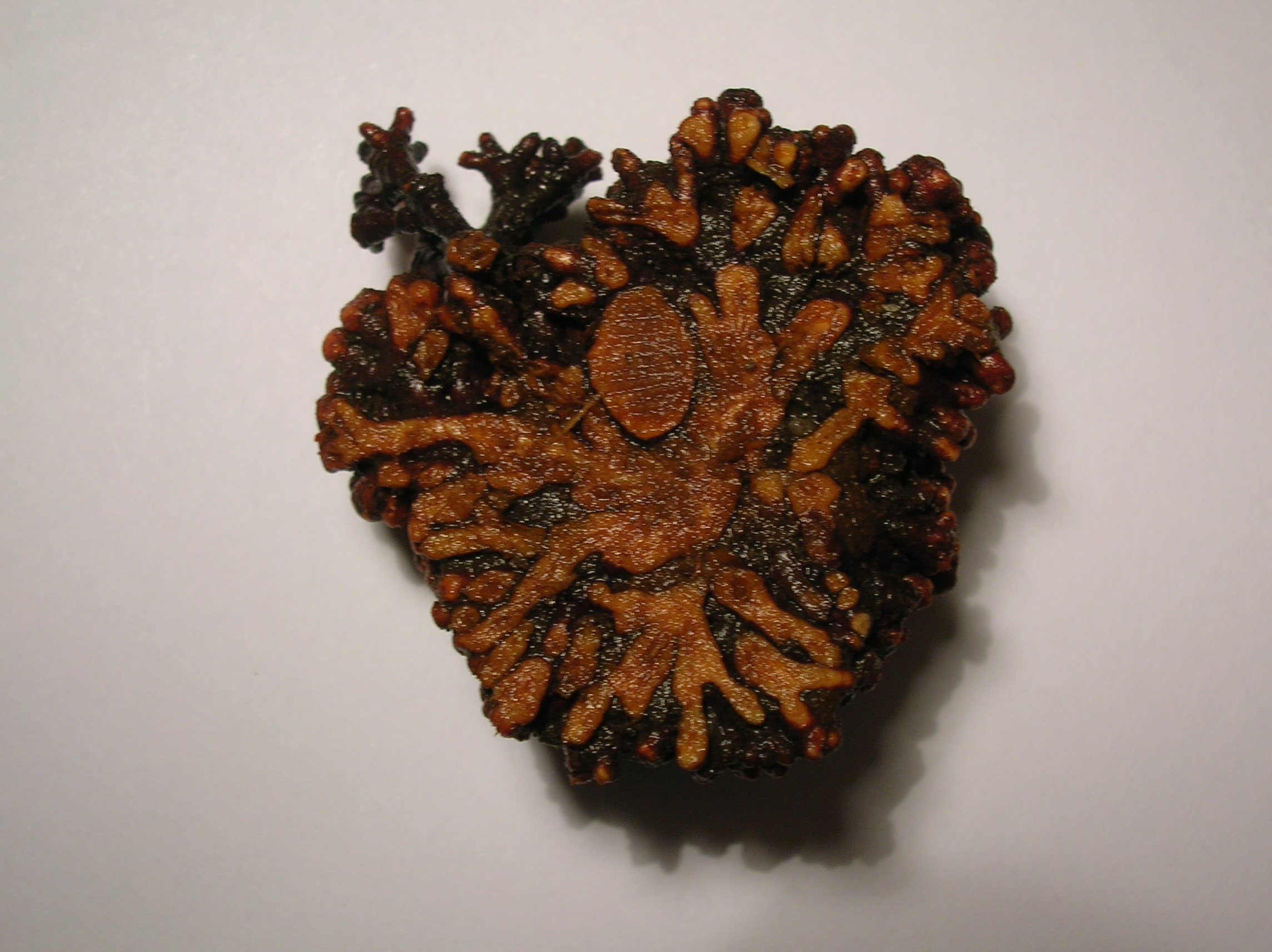
Tall longitudinal d'un nòdul radicular actinorízic sencer de vern
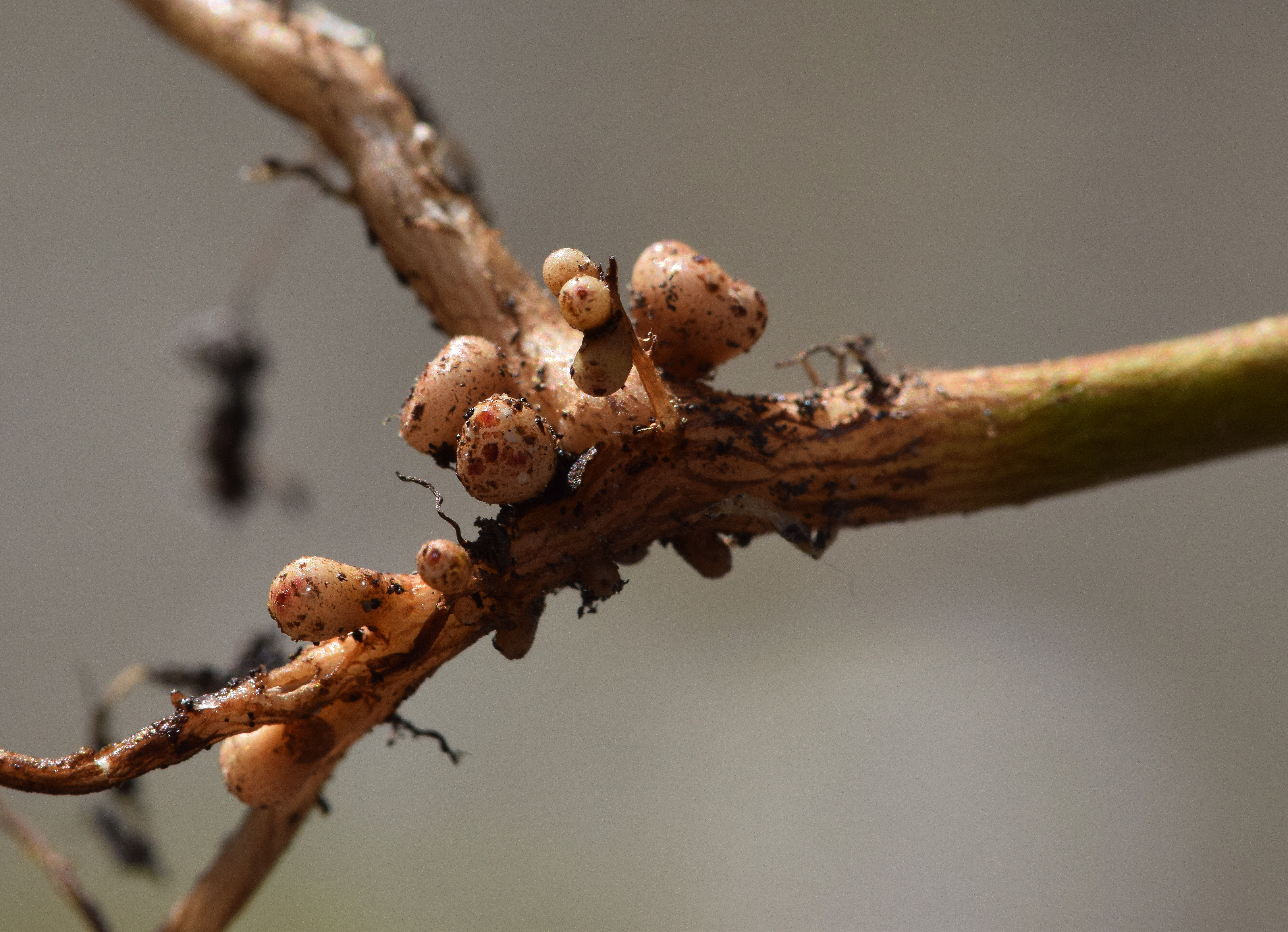
Nòduls actinorízics en una arrel de vern per Frankia alni
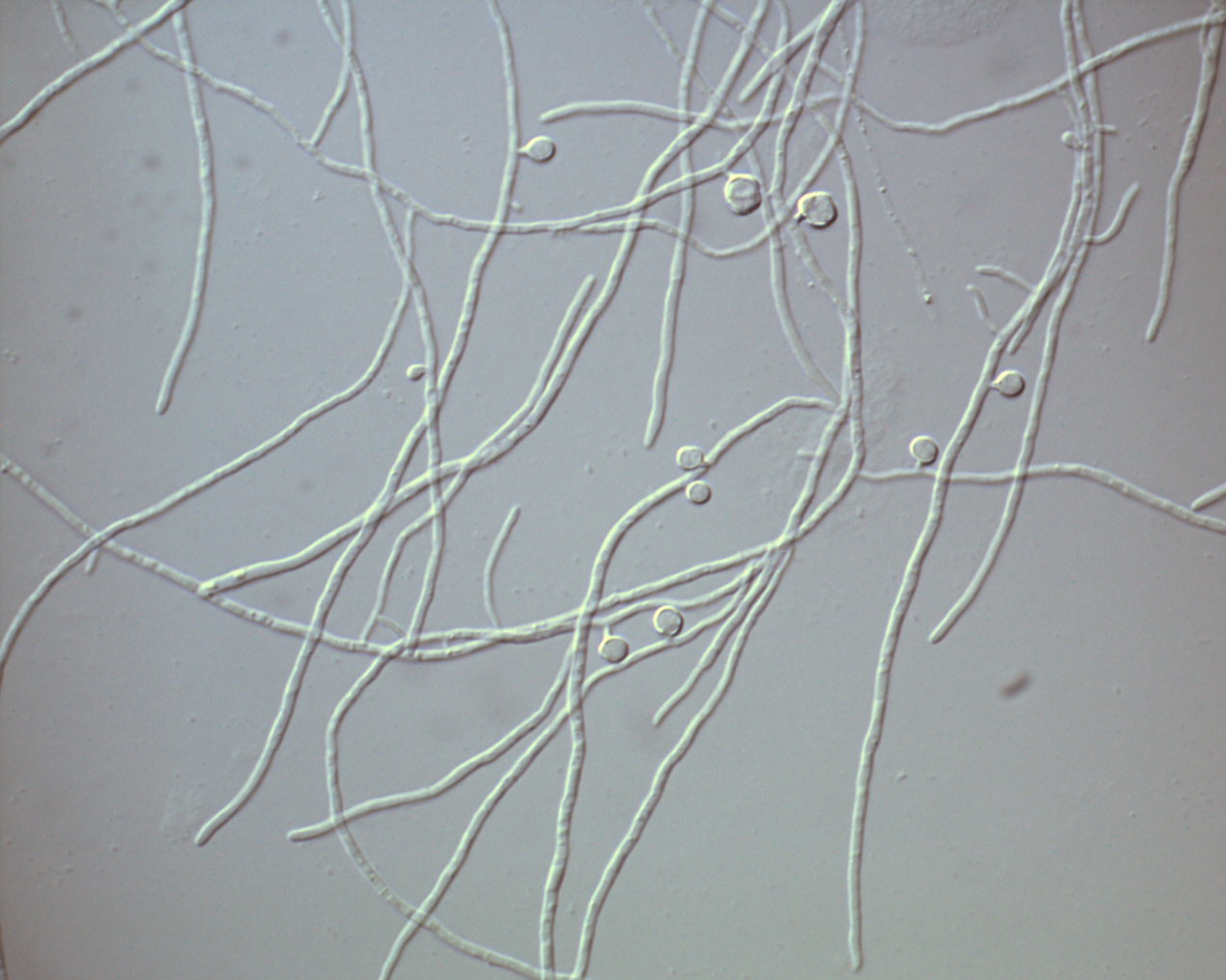
Hifes i vesícules